# The Show Goes On
The Show Goes On is een single van de Amerikaanse rapper Lupe Fiasco uit 2010. Het stond in 2011 als zesde track op het album Lasers. 

## Achtergrond
The Show Goes On is geschreven door Wasalu Muhammad Jaco, Jonathan Keith Brown, Isaac Brock, Dustin Brower, Dann Gallucci, Daniel Johnson en Eric Judy en geproduceerd door Kane Beatz. Met het nummer ging Lupe Fiasco een commerciëlere weg in ten opzichte van de diepere nummers die hij daarvoor maakte. Dit bleek te komen doordat zijn label kwam met het nummer en Lupe Fiasco naar eigen zeggen niks er mee te maken had. Lupe Fiasco zou niet veel later breken met zijn label, met de reden dat hij weer zijn eigen muziek wilde maken. Het nummer betekende voor Lupe Fiasco wel zijn eerste solo-succes. Het kwam in twee landen in de top 10 in hun hitlijst; de vijfde plek in Australië en de negende plaats in de Verenigde Staten. In het Nederlands taalgebied was het niet succesvol, met slecht een 24e positie in de Ultratip-lijst van Vlaanderen.